# Nadniemeńska (gmina)
Nadniemeńska – dawna gmina wiejska istniejąca na przełomie XIX i XX wieku w guberni suwalskiej. Siedzibą władz gminy do 1913 roku były Dubiany (lit. Dubėnai w okręgu olickim), a następnie Poniemoniki (lit. Panemuninkai w okręgu olickim).
Za Królestwa Polskiego gmina Nadniemeńska należała do powiatu kalwaryjskiego w guberni suwalskiej.
Po odzyskaniu niepodległości przez Polskę i Litwę powiat kalwaryjski na podstawie umowy suwalskiej wszedł 10 października 1920 w skład Litwy.